# Olympic National Park
Het Olympic National Park is een natuurgebied op het Olympic Peninsula, in het noordwestelijke gedeelte van de staat Washington in de Verenigde Staten. Het park werd in 1981 door UNESCO op de Werelderfgoedlijst geplaatst.
Olympic Peninsula herbergt een van de weinige gebieden in de wereld met gematigde regenwouden, waaronder het Hoh-woud, Queets-woud, en Quinault-woud. Het gebied van het Olympic National Park is een van de nationale parken van de Verenigde Staten. De vegetatie van regenwouden is hoofdzakelijk gelegen in het westelijke gedeelte van het schiereiland aangezien de centraal gelegen bergen een regenschaduweffect creëren in de oostelijke gebieden. Vandaar het drogere klimaat in dit laatste gebied.
Het park is toegankelijk op slechts een paar plaatsen. Vanuit Port Angeles komt men gemakkelijk bij de noordelijke ingang die leidt naar een panoramisch uitzicht vanaf Hurricane Ridge. Maar ook aan de oostelijke en westelijke zijden heb je toegangsmogelijkheden. Men kan wandelingen maken in het regenwoud bijvoorbeeld ter hoogte van de Hoh River of aan Lake Crescent.
Het park beslaat tevens een afgezonderd stuk gebied langsheen de kustlijn met de Grote Oceaan. Nabij plaatsen als La Push vindt men beschermde stukken strand met in het achterland de regenwouden, waaronder Rialto Beach.
De bergketen van de Olympic Mountains vormt het centrum van de Olympic Peninsula en is tevens de op een na grootste in de staat Washington. De hoogste top hier is de Mount Olympus met 2428 meter.
Daarnaast zijn er ook zalm herbergende rivieren te vinden. Voorbeelden van natuurlijke meren zijn Lake Crescent, Lake Ozette, Lake Sutherland, Lake Quinault en Lake Pleasant. Vier ingedamde rivieren vormen samen de reservoirs van de Elwha, Lake Mills, Lake Cushman en Wynoochee Lake.
Het schiereiland kent veel staatsparken waaronder Anderson Lake, Bogachiel, Dosewallips, Fort Flagler, Fort Worden, Lake Cushman, Mystery Bay, Old Fort Townsend, Potlatch, Sequim Bay, Shine Tidelands en Triton Cove; het Olympische National Park en de Olympic National Forest. Binnen de Olympic National Forest zijn er vijf wildernisgebieden toegewezen: The Brothers, Buckhorn, Colonel Bob, Mt. Skokomish en Wonder Mountain. Aan de westkust bevindt er zich nog de Washington Islands Wilderness.
Het park wordt jaarlijks door bijna 3 miljoen bezoekers bezocht.

## Fotogalerij

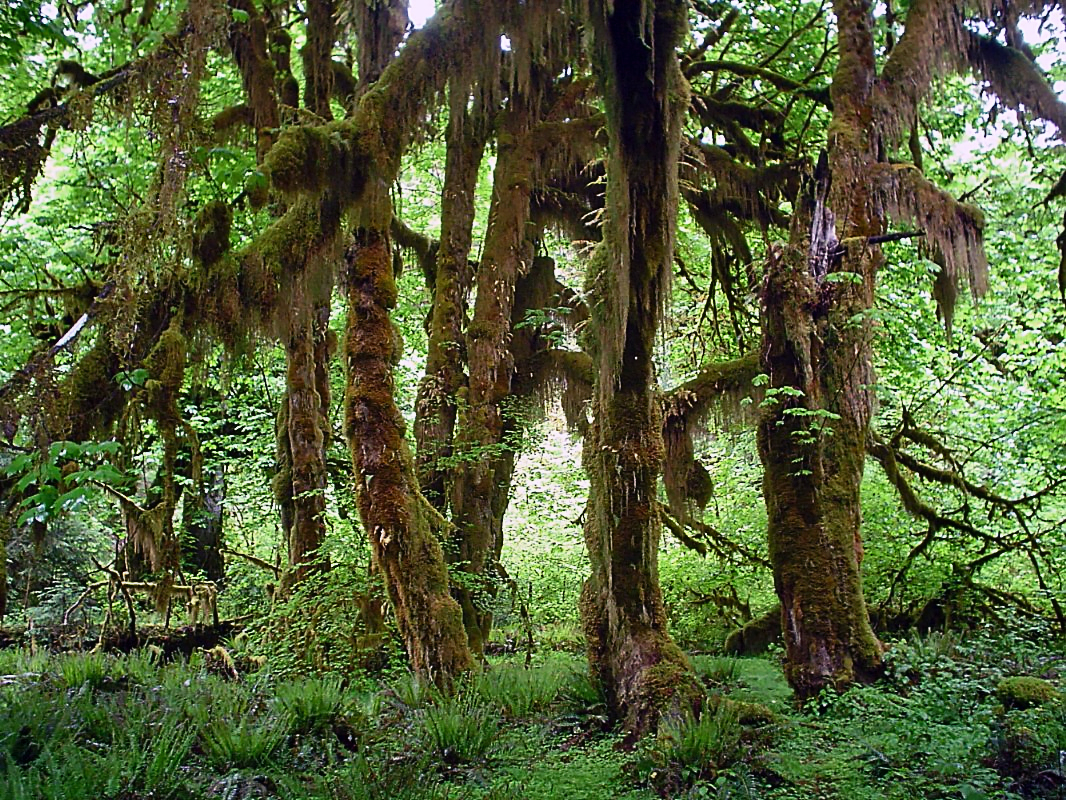
Acer macrophyllum
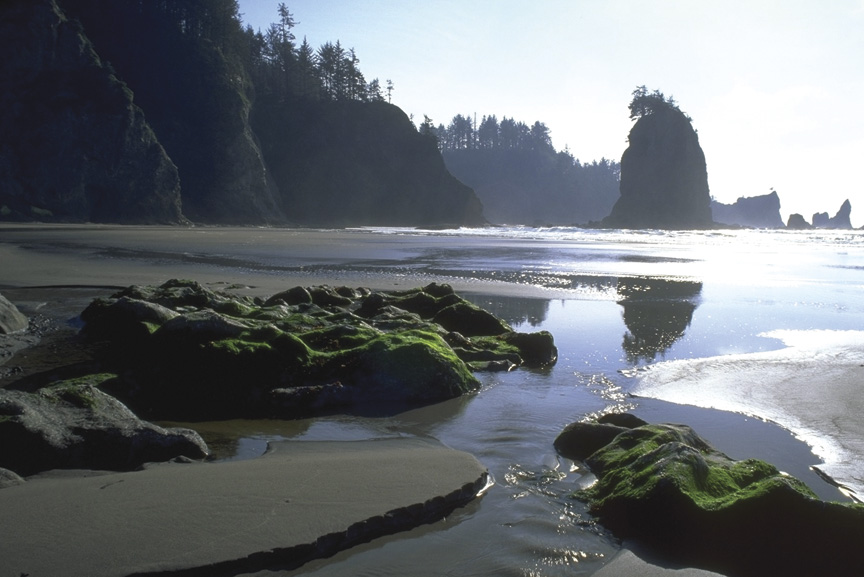
Olympic National Park
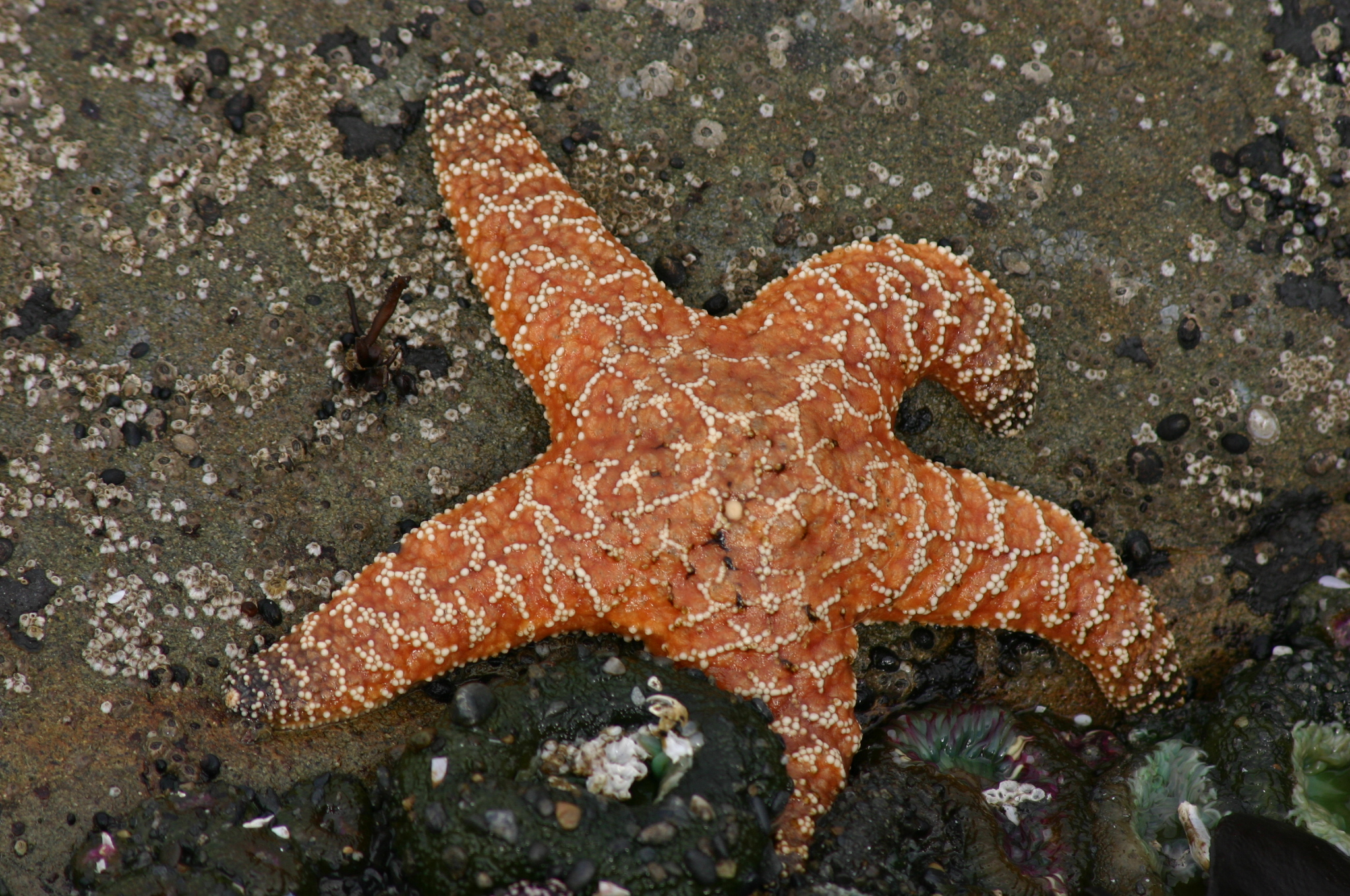
bij Beach 4 Tidepool
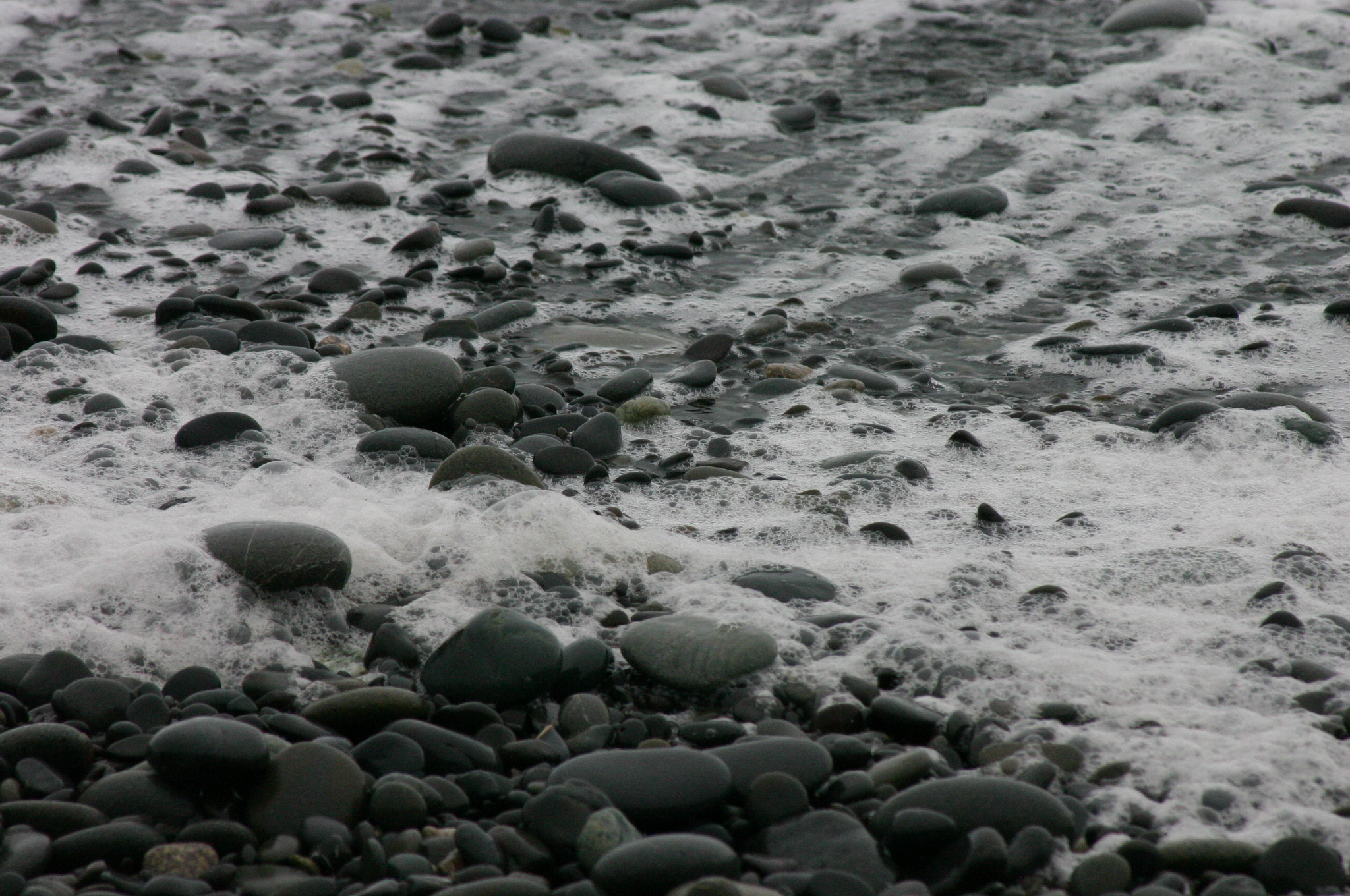
Keien op Rialto Beach
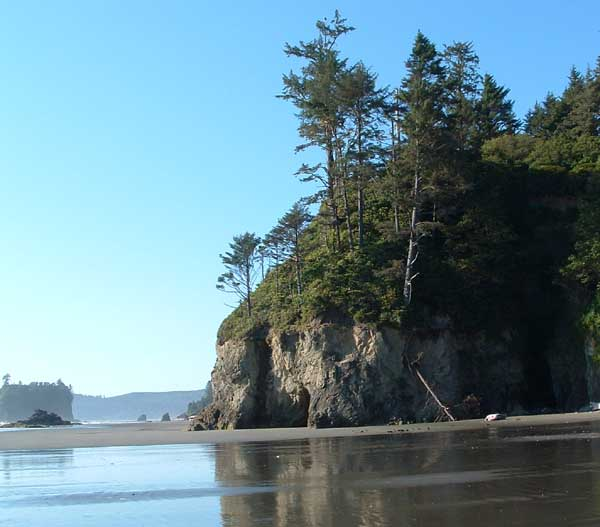
Ruby Beach
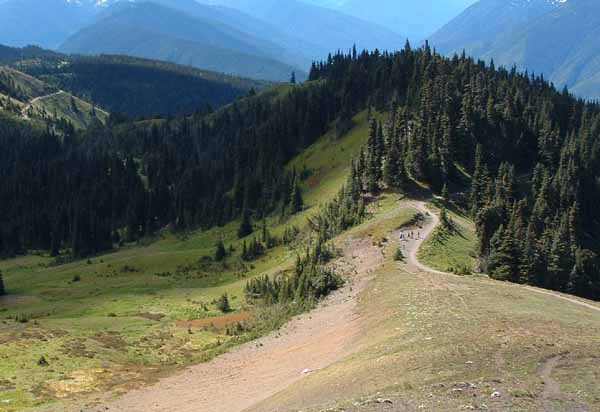
Hurricane Ridge Trail
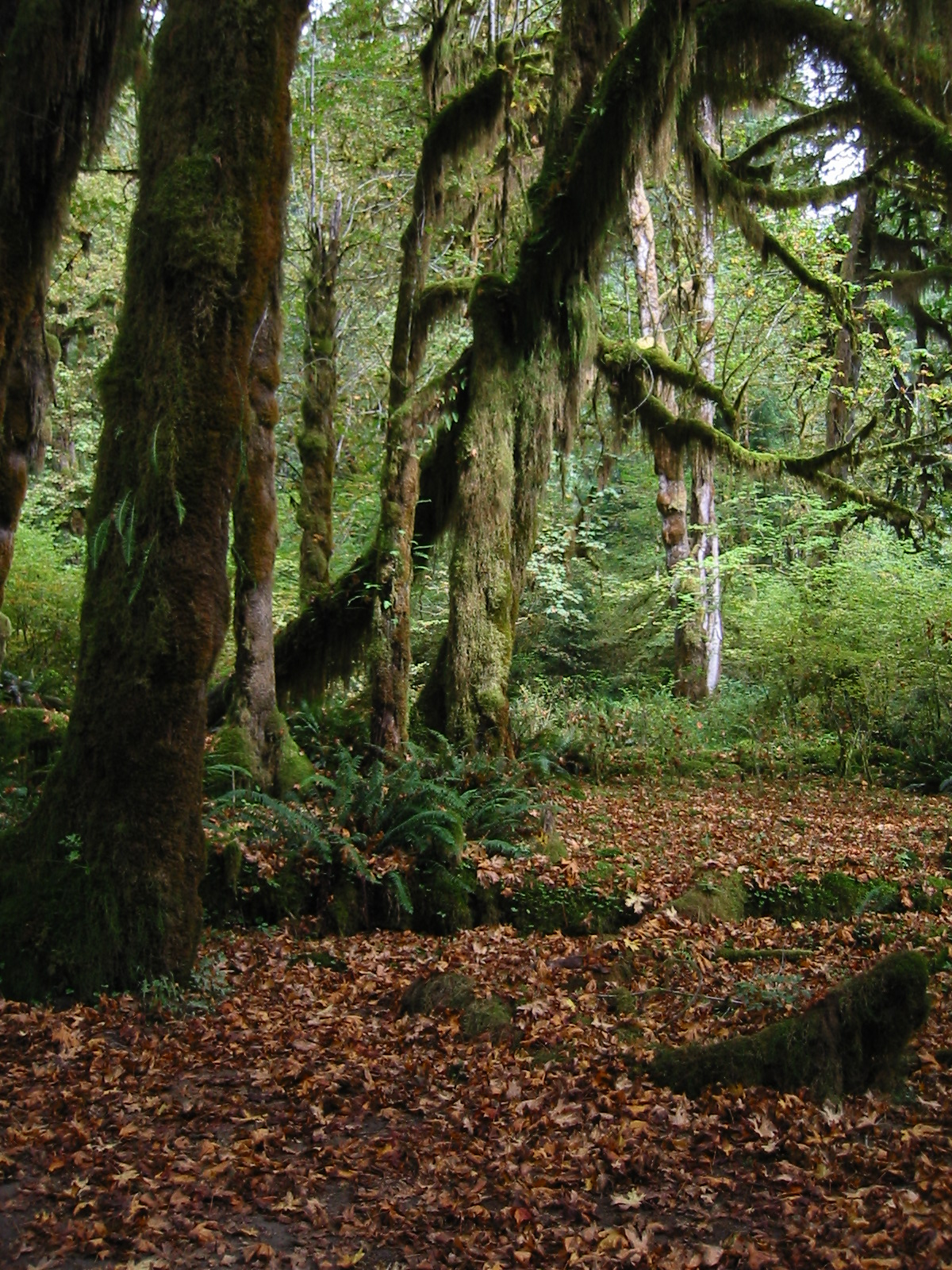
Hoh regenwoud
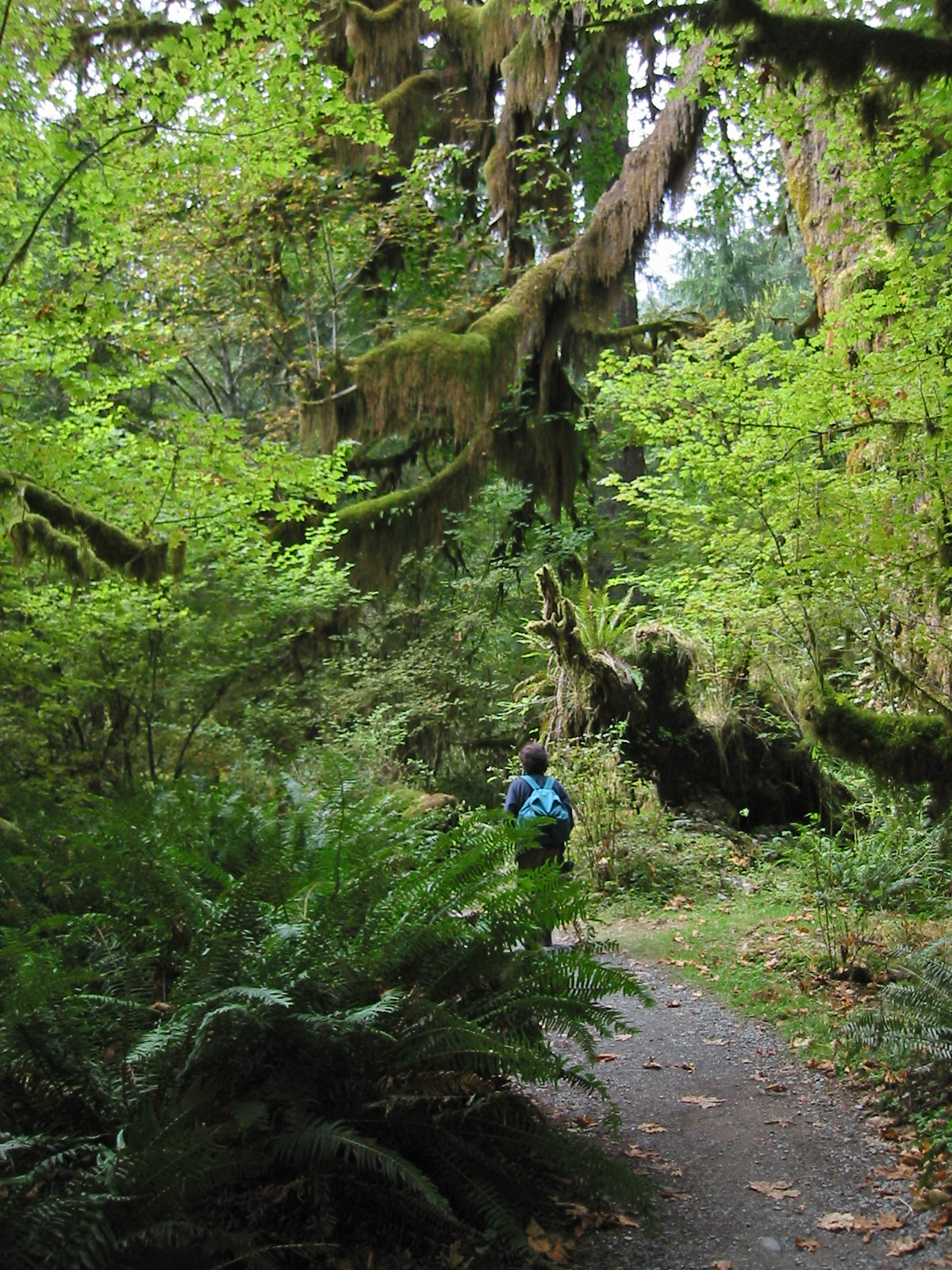
Spruce Nature Trail
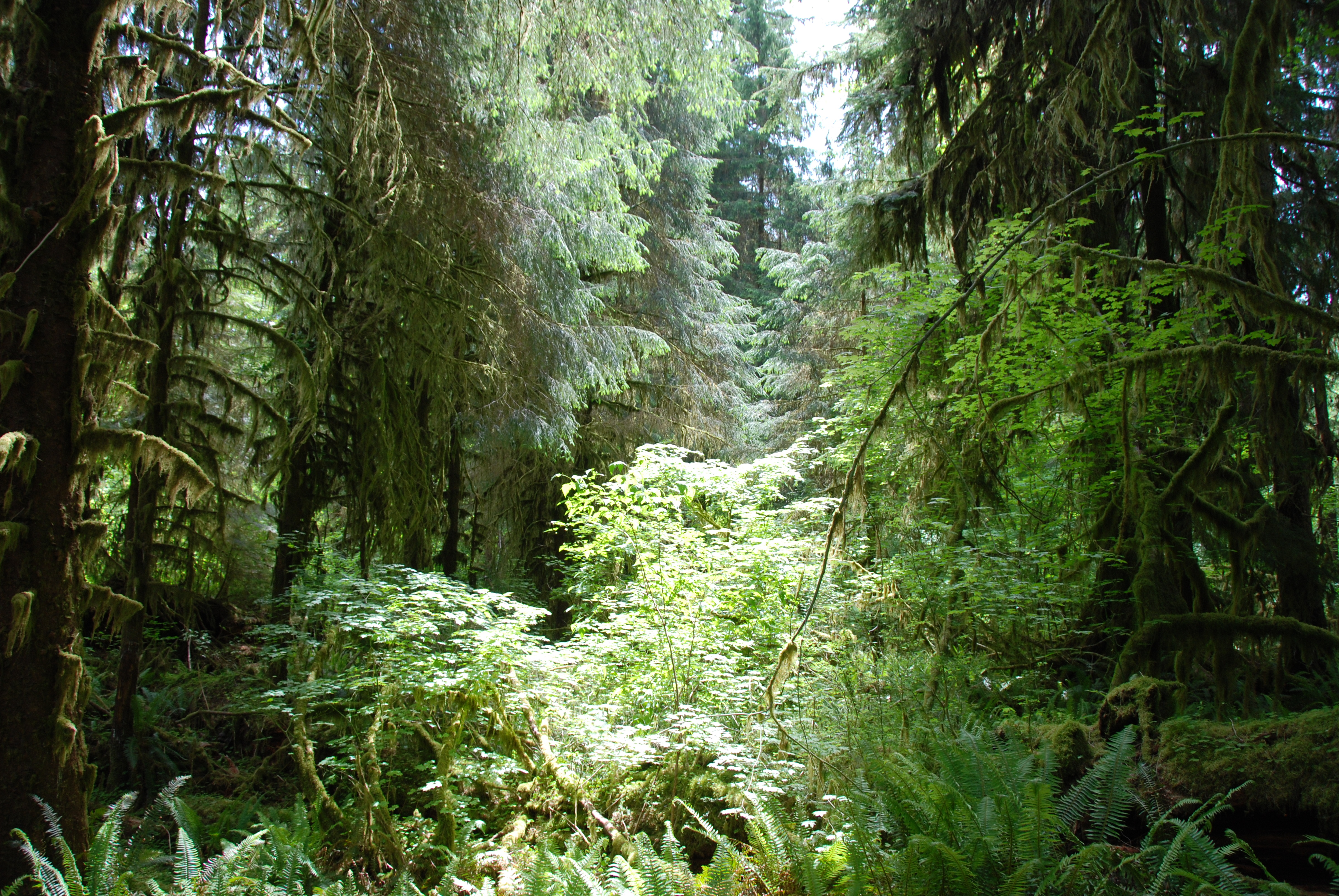
Hoh River Trail
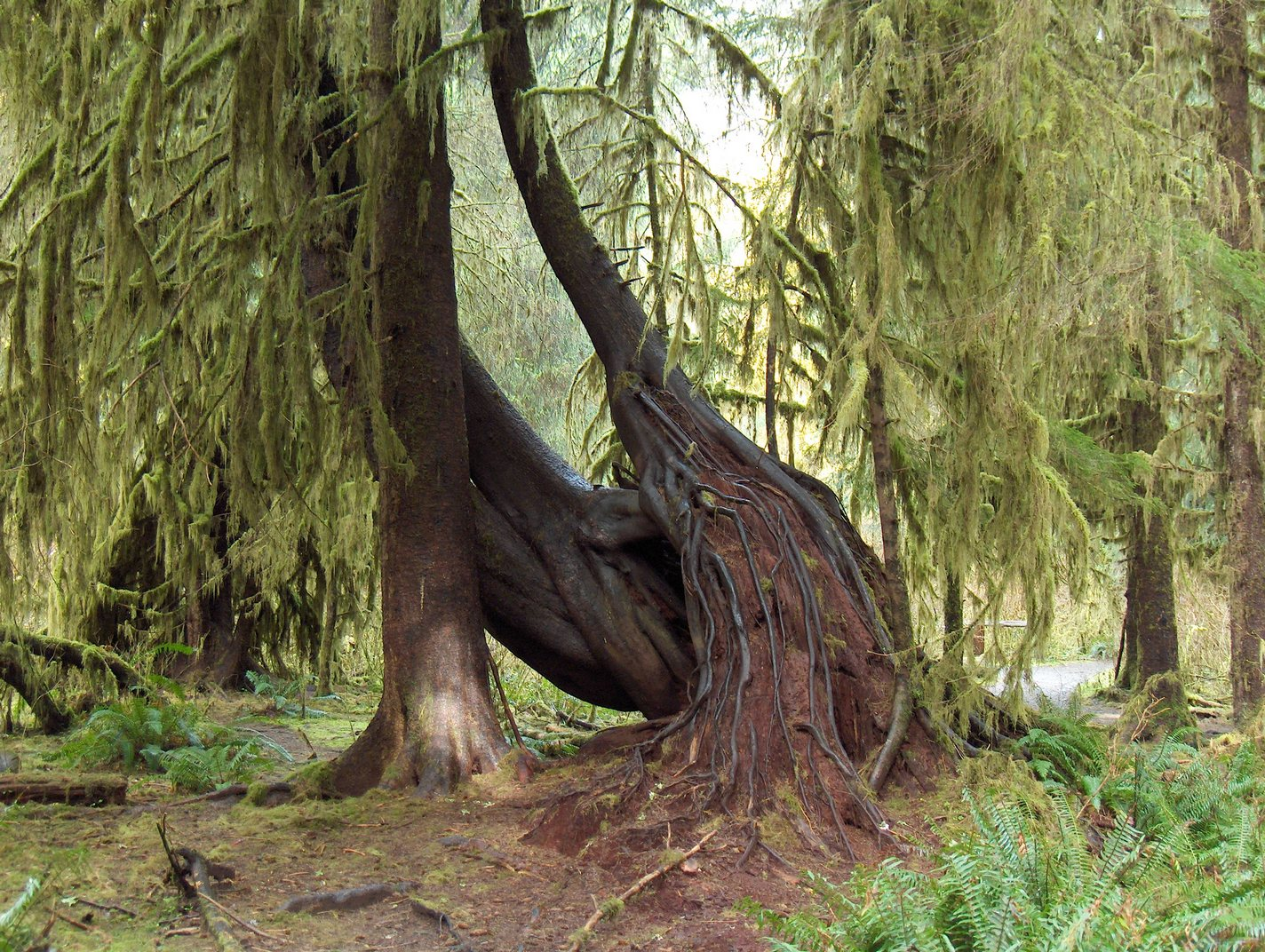
Hoh regenwoud
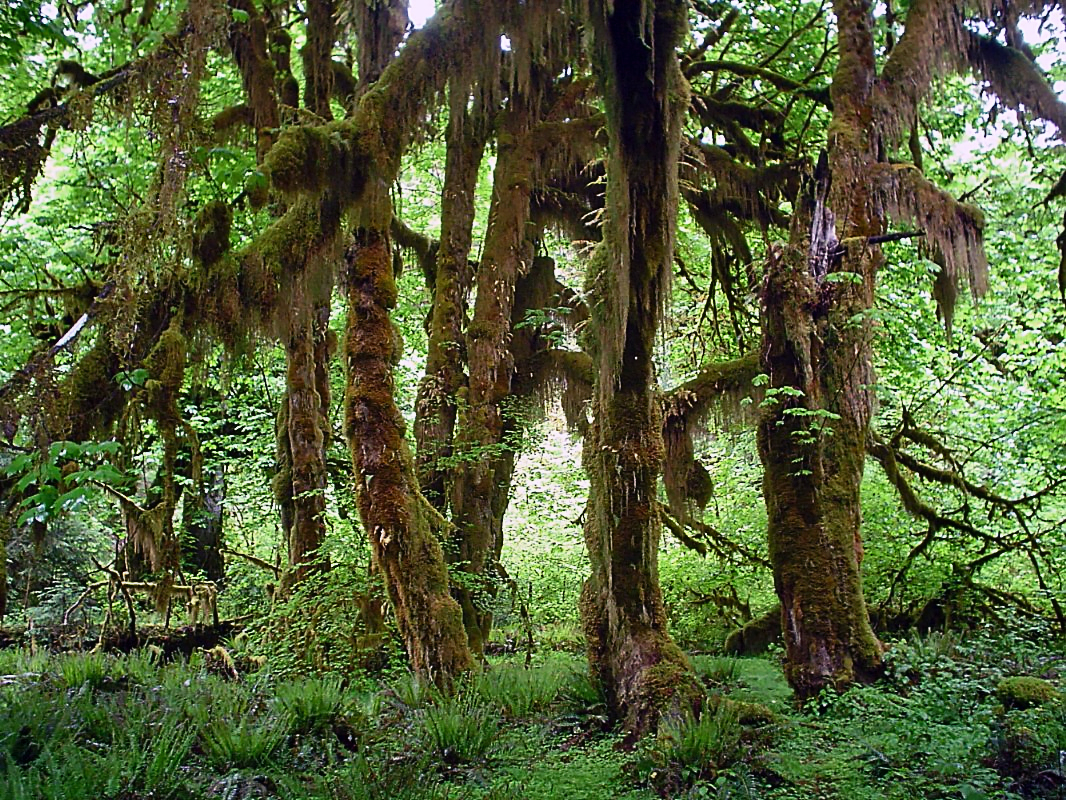
Hoh Rain Forest
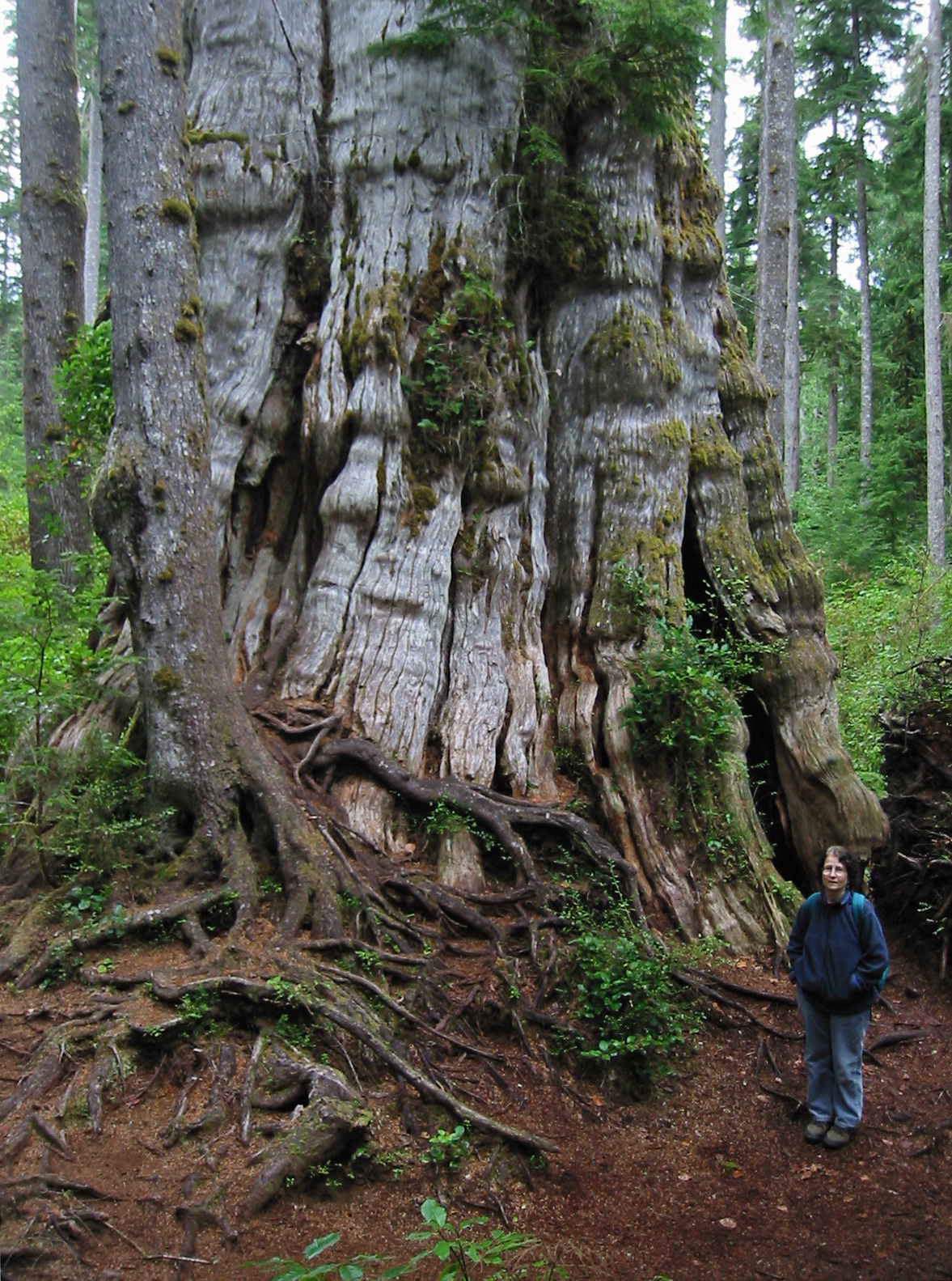
Lake Quinault Redcedar
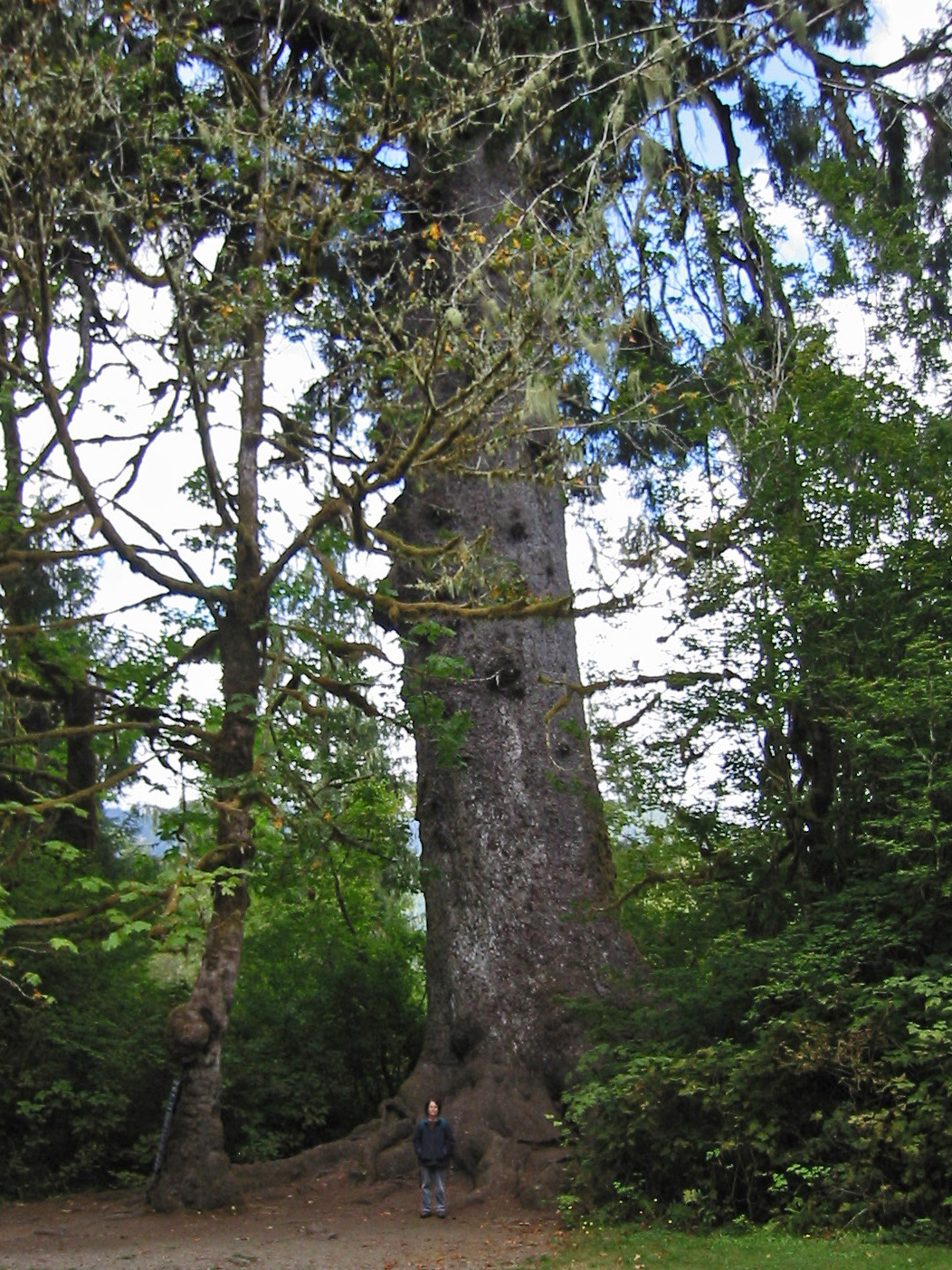
Lake Quinault Sitkaspar
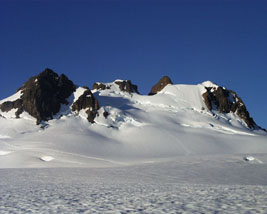
Mount Olympus
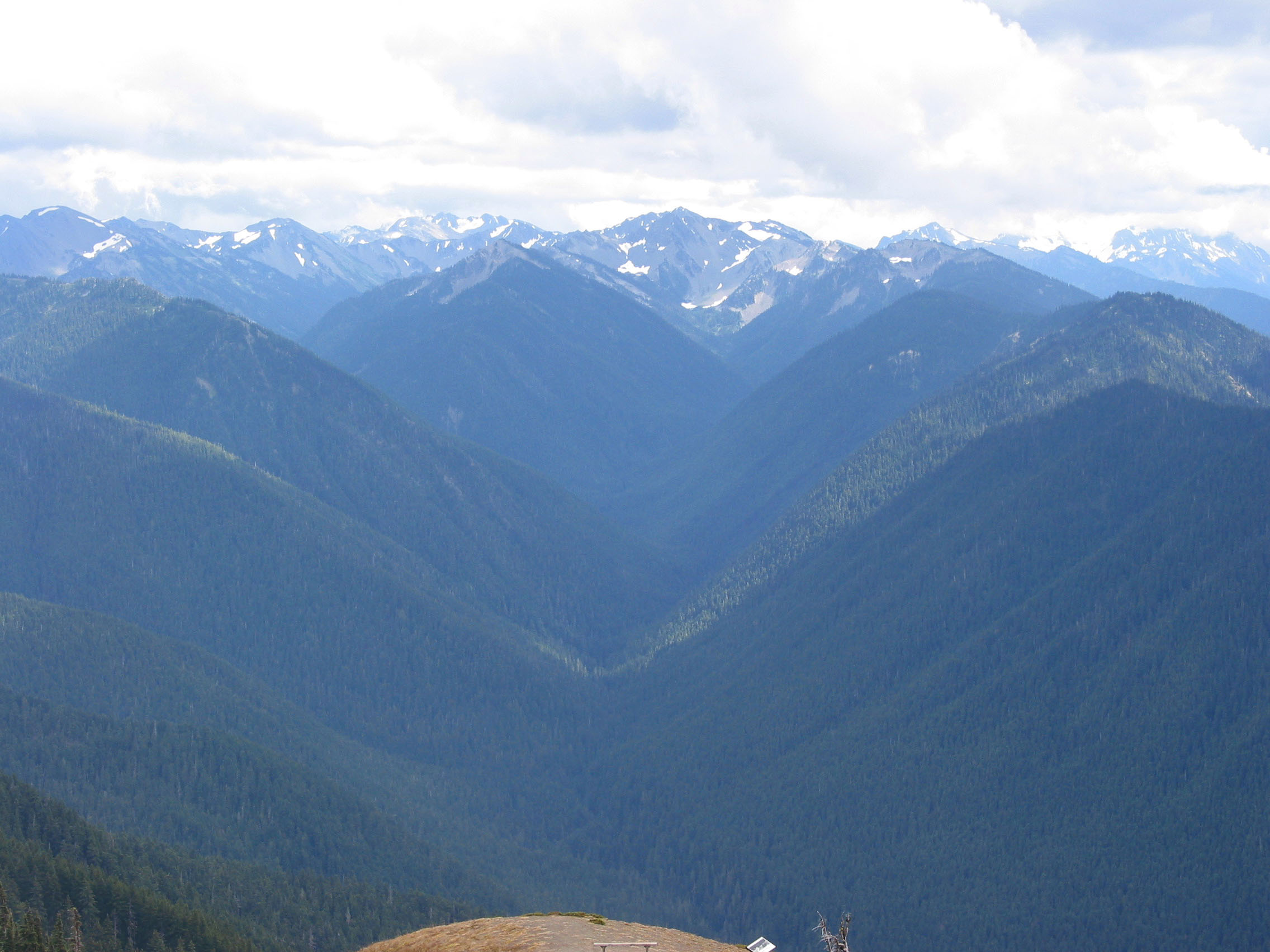
uitzicht vanaf Hurricane Ridge
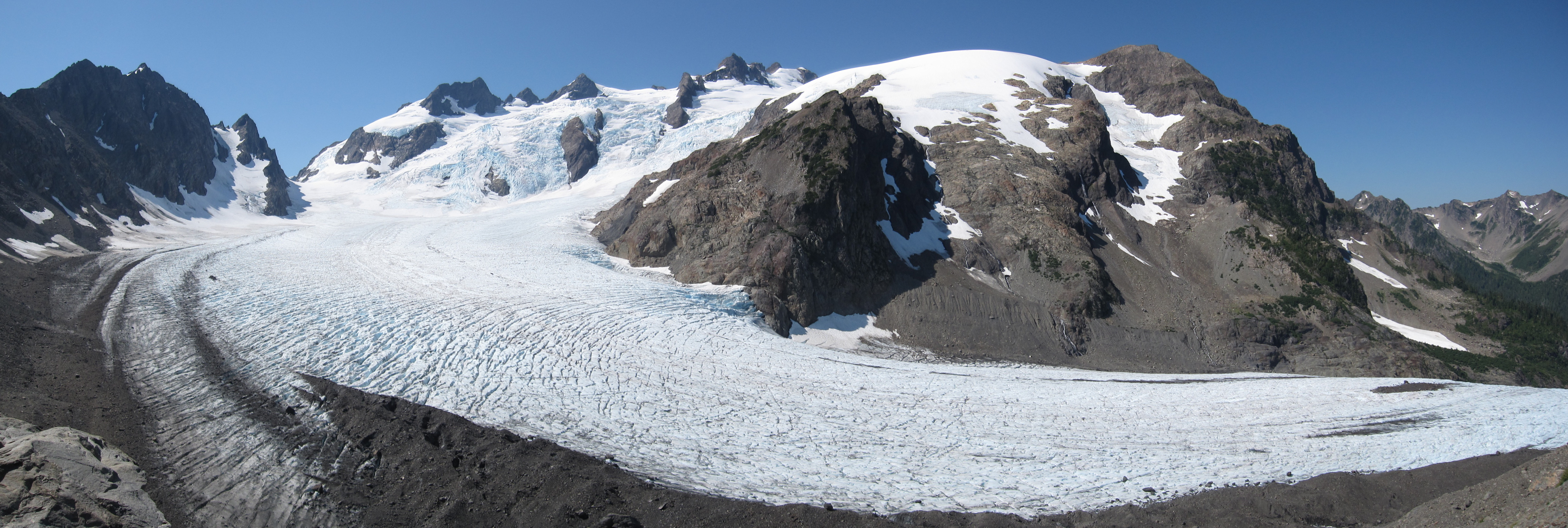
Blue Glacier